# گونجاسان
گونجاسان (به لاتین: Gunjasan) یک کوه در کره جنوبی است که در کره جنوبی واقع شده‌است.